# C. E. Klinkicht Verlag und Druckerei
C. E. Klinkicht Verlag und Druckerei war eine Buch- und Zeitungsdruckerei, die 1798 von Christian Ehregott Klinkicht (1769–1845), aus Oberottendorf bei Neustadt, in Meißen gegründet wurde. Die Druckerei befand sich über mehrere Generationen im Familienbesitz der Familie Klinkicht. Nach dem Zweiten Weltkrieg wurden Klinkichts enteignet und der Betrieb ging ins Volkseigentum über. Nach der Wende erwarb der Unternehmer, Schriftsetzer und Drucktechniker Wolfgang Lerchl die Druckerei von der Treuhandanstalt. Die Druckerei hat sich mittlerweile zu einer national und international tätigen Online-Druckerei entwickelt.

## Geschichte

### Gründung und erste Jahre
Als C. E. Klinkicht 1798 eine Druckerei in Meißen erwarb, war dort das Druckgewerbe bereits 100 Jahre ansässig. 1801 ersuchte Klinkicht den Meißner Stadtrat um Erlaubnis, ein gemeinnütziges Wochenblatt drucken zu dürfen. Die erste Ausgabe des „Meißner gemeinnützigen Wochenblattes“ erschien 1802. Bis dahin ging noch wie im Mittelalter der sogenannte „Ausrufer“ durch die Stadt und verkündete Mitteilungen des Stadtrats und Unternehmensofferten. Das Blatt erschien immer sonnabends mit einem Umfang von vier Seiten. Meist enthielt es zwei Textseiten mit Unterhaltungslektüre und eineinhalb Seiten Anzeigen.
Durch den offenbar großen Erfolg des Blattes wurden in den folgenden Jahren immer wieder Erweiterungen der Druckerei notwendig. So kaufte Klinkicht 1814/1815 am unteren Baderberg die früheren Räume der Badestube (1797–1814) Meißens, um dort seine erweiterte Druckerei unterzubringen. Er erhielt 1827 die Genehmigung zur Inbetriebnahme einer zweiten Druckerei in den Räumen am Baderberg. Ab 1839 war die Druckerei ein Familienunternehmen und firmierte nun unter dem Namen C. E. Klinkicht und Sohn. Auch in den folgenden Jahrzehnten übernahmen die Enkel und Urenkel von C. E. Klinkicht die Druckerei.
Die Nachfrage nach dem „Meißner gemeinnützigen Wochenblatt“ stieg im Laufe der Zeit weiter; es erschien ab 1840 zweimal wöchentlich und ab 1848 dreimal wöchentlich, nun unter dem Namen „Meißner Blätter“. Sechs Jahre später wurde die erste Schnellpresse im Unternehmen Klinkicht in Betrieb genommen. Ab 1856 erschien das „Meißner gemeinnützige Wochenblatt“ sechsmal wöchentlich; es wurde 1869 in „Meißner Tageblatt“ umbenannt. Neben dem Wochenblatt bzw. Tageblatt gab die Druckerei Klinkicht und Sohn in dieser Zeit vor allem Bücher mit regionalem Bezug heraus.

### Kaiserreich und Erster Weltkrieg (1875 bis 1918)
Die Klinkichts versuchten stets auf dem neusten druck- und nachrichtentechnischen Stand zu sein. So nahm die Druckerei ihre erste Bänder-Rotationsdruckmaschine 1890 in Betrieb. Bereits 1896 erwarben Klinkichts eine Typensetzmaschine namens „Thorne“ die erst im Jahre 1890 von dem Amerikaner Josef Thorne entwickelt und produziert wurde.

### Weimarer Republik und Drittes Reich (1919 bis 1945)
Trotz Nachkriegswehen des Ersten Weltkriegs und Inflation gab es kaum eine Stagnation der Aufträge im Hause Klinkicht, vielmehr verbesserte sich die Auftragslage, denn in den Jahren von 1925 bis 1927 erfolgten umfangreiche bauliche Erweiterungen des Druckhauses.
Im Jahr 1928 wurde gar eine neue 32-Seiten-Rotationsmaschine aufgestellt. Aus Unterlagen des Meißner Stadtarchivs geht hervor, dass Ende der 1930er Jahre ein Sonderkatalog der Klinkichtschen Buchhandlung dem „Meißner Tageblatt“ beilag.
Friedrich Klinkicht, der ab 1927 die alleinige Führungsgewalt im Familienunternehmen Klinkicht innehatte, versuchte in den 1930er Jahren lange den Status des „Meißner Tageblatt“ als unabhängige Zeitung zu erhalten. Dies war mit dem Machtantritt der Nationalsozialisten kaum noch möglich. Als Friedrich Klinkicht mit Kriegsbeginn zur Wehrmacht eingezogen wurde, war das Ende der Firma C. E. Klinkicht besiegelt. Die Familie wurde 1945 enteignet.

### Nachkriegs- und DDR-Zeit (1946 bis 1990)
Nach dem Krieg versuchte Elisabeth Klinkicht, die Frau von Friedrich Klinkicht, mehrfach vergebens die Firma wieder in Familienbesitz zurückzubekommen. Doch alle Versuche scheiterten. Ihr Mann, Friedrich Klinkicht, befand sich bis 1947 in sowjetischer Kriegsgefangenschaft.
In den Jahren 1945/1946 wurde in der ehemaligen Druckerei Klinkicht die Sächsische Volkszeitung, die Vorgängerin der heutigen Sächsischen Zeitung, gedruckt. 1947 übernahm der Sachsenverlag Dresden die Druckerei als Werk. Zu dieser Zeit wurden vor allem Bücher und Broschüren sowie die Kreisausgabe der Sächsischen Zeitung produziert. Fünf Jahre später wurde das Werk Meißen als eigenständige Betriebseinheit herausgelöst und das „Meißner Druckhaus“ gegründet. Das „Meißner Druckhaus“ stellte in den folgenden Jahren vorwiegend Illustrations- und Werbedrucke sowie Akzidenzendrucksachen her. 1965 übernahm das ostsächsische Druckereikombinat „VEB Grafischer Großbetrieb Völkerfreundschaft Dresden“ die Druckerei als Betriebsteil. Von diesem Zeitpunkt an lag der Schwerpunkt auf der Fertigung von DDR-Auslandsinformationen, dem Druck von Illustrations- und Farbdrucken, Kunstkatalogen, Werkszeitungen und Akzidenzen.

### Aktuelle Veränderungen

#### Meißner Druckhaus AG
Das Druckhaus produzierte bis 1991 noch im klassischen Buchdruckverfahren, als sich der gebürtige Bayer und Unternehmer Wolfgang Lerchl von der Treuhandanstalt als neuer Geschäftsführer einsetzen ließ. Im Februar 1992 erwarb Wolfgang Lerchl die Druckerei, die fortan unter dem Namen „Meißner Druckhaus GmbH“ firmierte.
Die Angebotspalette umfasste fortan Zeitschriften, Bücher, Farbprospekte und Geschäftspapiere. In den späten 1990er Jahren zählte das Meißner Druckhaus zu den modernsten Betrieben der Region. Die vormals mit Blei- und Handsatzmaschinen ausgestatteten Arbeitsplätze waren von diesem Zeitpunkt an mit modernen Apple Macintosh ausgerüstet. Gedruckt wurde 1997 auf einer Bogenoffsetmaschine der Baureihe Rapida 104 vom sächsischen Werk der KBA-Planeta Radebeul.
Vom Verlag „Edition Lerchl“ herausgegeben und vom Meißner Druckhaus gedruckt, erschienen in den Jahren 1995–1998 eine Reihe von Städte- und Tourismusführern der Region rund um Dresden sowie Bücher über die Regionalgeschichte und die Dresdner Semperoper.
Um der dynamischen Entwicklung des Unternehmens Rechnung zu tragen, wurde es am 1. Januar 2000 zur „Meißner Druckhaus AG“ umfirmiert. Zu diesem Zeitpunkt hielt Wolfgang Lerchl 100 % der Anteile am Unternehmen. Bis Juli 2000 wurden innerhalb von vier Monaten insgesamt 12 Millionen D-Mark in neue Drucktechnik investiert. Im März führte Wolfgang Lerchl das moderne Belichtungsverfahren Computer to Plate ein. Von diesem Zeitpunkt an druckte die Meißner Druckhaus AG voll elektronisch. Daneben bot sie ihren Kunden erstmals individuelle Online-Kalkulation mit Angebotsausdruck an. Im Jahr 2000 waren zehn Produktgruppen in der Kalkulationsdatenbank hinterlegt.
Nachdem sich in dem mehrgeschossigen Altbau in der Meißner Innenstadt kein optimaler Materialfluss für eine expandierende Druckerei realisieren ließ, zog das Unternehmen 2003 in das Industriegebiet Naundorf (Friedrich-List-Straße 3), wenige Hundert Meter von Koenig & Bauer entfernt, in ein modernes Produktionsgebäude mit einer Produktionsfläche von 2700 m². Im Jahr 2004 erfolgte nochmals eine Umfirmierung in „MDH Medien Druck Holding AG“. Um sich weitere Marktanteile sichern und die steigende Nachfrage an Druckprodukten decken zu können, erfolgten in den Jahren 2005 und 2006 mit dem Bau zweier Produktionshallen sowie eines Daten- und Kommunikations-Centers umfangreiche Erweiterungen der Produktionsstätte. Damit steht der Druckerei seither eine Produktionsfläche von 10.000 m² zur Verfügung.

#### Unitedprint.com SE (print24)

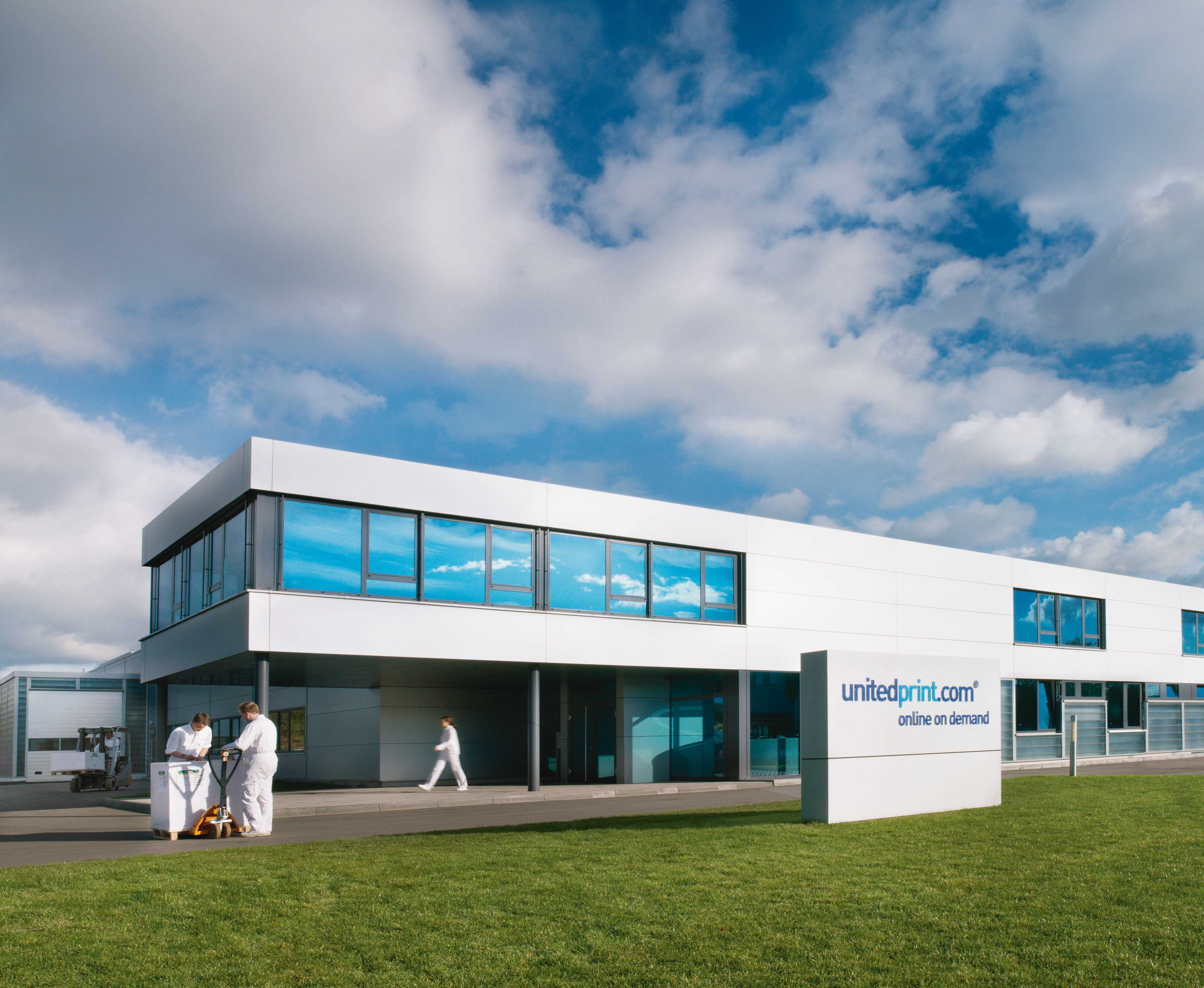
Produktionsstätte der Unitedprint.com SE in Radebeul

Seit 2007 trägt die Druckerei den Namen „Unitedprint.com SE“ und hat sich über die Jahre zu einer internationalen Online-Druckerei entwickelt, die über Standorte in 21 Ländern in Europa und Nordamerika verfügt. Das im web2print-Bereich tätige Unternehmen produziert auf Onlinebestellung mittlerweile 20 Druckprodukte im Offsetdruckverfahren, unter anderem Flyer, Plakate, Aufkleber, Visitenkarten und Postkarten.
Mitte Dezember 2009 erfolgte der Markteintritt mit dem Internetportal print24.com von Unitedprint.com SE am nordamerikanischen Markt. Seit 2018 veröffentlicht das Unternehmen ein offizielles Kundenmagazin, welches einmal im Quartal erscheint.

## Verlagswerke (Auswahl)
- Johann Heinrich Clauß: Ueber die Cultur der Schaafe und Production der edelsten Wolle. (1836)
- Friedrich Adolph Ebert: Der Dom zu Meissen. Mit einem Vorwort von Gustav Klemm. (1835) – Online
- Gustav Flügel: Geschichte der dreihundertjährigen Jubelfeier der Königlich Sächsischen Landesschule St. Afra zu Meißen den 2. 3. und 4. Juli 1843. (1843) – Online
- Helmuth Gröger: Tausend Jahre Meißen. Im Auftrage der städtischen Körperschaften dargestellt. (1929)
- Johann Ludwig Rüling: Geschichte der Reformation in Meissen im Jahre 1539 und folgenden Jahren nebst beweisenden und erläuternden Anmerkungen. Auch ein Beitrag zur dritten Jubelfeier dieses denkwürdigen Ereignisses. (1839)
- A. Textor: Denkwürdigkeiten aus dem grossen Panorama der Welt und des Menschenleben. Ein Lesebuch für alle Stände. 6 Bände (1830–34)